# Anii 1390
Secole: Secolul al XIII-lea - Secolul al XIV-lea - Secolul al XV-lea
Decenii: Anii 1340 Anii 1350 Anii 1360 Anii 1370 Anii 1380 - Anii 1390 - Anii 1400 Anii 1410 Anii 1420 Anii 1430 Anii 1440
Ani: 1390 | 1391 | 1392 | 1393 | 1394 | 1395 | 1396 | 1397 | 1398 | 1399